# Lucie Guay
Lucie Guay (n. 12 decembrie 1958, Montréal, provincia Québec, Canada) este o caiacistă ce a reprezentat Canada, medaliată olimpică. A participat la o ediție a Jocurilor Olimpice (1984) în care a câștigat o medalie de bronz.

## Participări
Lista de mai jos prezintă principalele competiții la care a participat Lucie Guay de-a lungul carierei.
- canoeing at the 1984 Summer Olympics – women's K-4 500 metres[*]